# Claude de Rohan-Gié

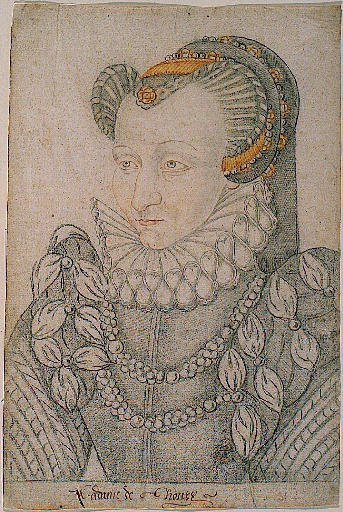
Claude de Rohan-Gié, Comtesse de Thoury (von François Clouet, 16. Jahrhundert, Louvre)

Claude de Rohan-Gié, Comtesse de Thoury (* 1519; † nach 1579) aus dem Haus Rohan-Guéméné war eine der zahlreichen und eine der letzten Mätressen des französischen Königs Franz I. (1494–1547).

## Familie
Sie war die Tochter von Charles de Rohan-Gié († 1528), Graf von Guise (bis 1526) und Graf von Orbec (ab 1526), Vicomte de Fronsac, Seigneur de Gié et de Penhoët, Großmundschenk von Frankreich, und Giovanna Sanseverino (in Frankreich Jeanne de Saint-Séverin genannt). Ihre Großeltern waren Pierre I., Prince de Rohan, Comte de Marle und Marschall von Frankreich, und Françoise de Penhoët, sowie Bernardino Sanseverino, 3. Principe di Bisignano, und Eleonore (oder Dianora) Todeschini Piccolomini. Claude de Rohan-Gié gehörte somit von Geburt an dem engsten Kreis um den französischen König Franz I. an.
1537 heiratete sie in erster Ehe Claude I. de Beauvilliers aus dem Haus Beauvilliers, Comte de Saint-Aignan, Seigneur de Thoury, de La Ferté-Hubert et de Salle-les-Cléry, Gouverneur von Blois, der am 15. August 1539 in Saint-Aignan starb; er war der Sohn von Méry de Beauvilliers, Seigneur de Thoury, und Louise d’Husson, Dame de Saint-Aignan.
Am 15. Januar 1541 heiratete sie in zweiter Ehe Julien de Clermont († 1563), Baron de Thoury, aus dem Haus Clermont-Tonnerre, den Sohn von Bernardin de Clermont, Vicomte de Tallard, und Anne d’Husson, Comtesse de Tonnerre. Aus dieser Ehe hatte sie einen Sohn, Gabriel, Baron de Thoury († 1595), von dem die späteren Grafen von Thoury abstammen, sowie eine Tochter, Louise. Über ihre weiteren Jahre nach der Geburt ihrer Kinder ist kaum noch etwas bekannt.

## Im Zentrum der Macht
Durch ihre Schwester Jacqueline (1520–1587), Ehefrau von François d’Orléans, Markgraf von Rötteln und Vicomte de Melun aus dem Haus Orléans-Longueville, war sie bereits mit der königlichen Familie verschwägert, als sie ihre erste Ehe einging. Sie wurde Ehrendame der (seit 1530) Ehefrau des Königs Franz I., Eleonore von Kastilien (Leonor de Austria), und (vermutlich 1539/40) die Mätresse des Königs. In der dieser Zeit war sie Teil des Netzwerks, das die Familie Clermont um drei Generationen französischer Monarchen aufrechterhielt, da ihr Schwager Antoine III. de Clermont († 1578) einer der Favoriten des späteren Königs Heinrich II. (1519–1559) wurde, nachdem er 1532 Françoise de Poitiers geheiratet hatte, die Schwester von Heinrichs langjähriger Mätresse Diane de Poitiers, und da ihre Schwägerin Louise de Clermont († 1596) die Vertraute der Königin Caterina de’ Medici und Gouvernante des späteren Königs Karl IX. (1550–1574) war.

## Legenden
Zur Comtesse de Thoury wird häufig berichtet, sie gehöre der Familie „de Thoury“ aus dem Nivernais an (daher auch „de Nièvre“ genannt), sei Hofdame der Königin Claude sowie eine Jugendliebe Franz’ I. vor seiner Thronbesteigung gewesen, der das Schloss Chambord vor allem deswegen gebaut habe, um ihr nahe sein zu können, da sie auf der angrenzenden Domäne Muides-sur-Loire gelebt habe; 1510 habe er ihr den Titel einer Gräfin von Thoury verliehen, zudem habe er ihr das Schloss geschenkt.
Diese Berichte entbehren jeder Grundlage, sowohl was ihre Lebensdaten als auch die Baugeschichte Chambords angeht:
- In der Geschichte der Familie Thoury tritt sie nicht auf[6]
- Königin Claude starb bereits 1524
- Franz I., der 1515 König wurde, vergab 1510 noch keine Grafentitel
- der Bau des Schlosses Chambord begann 1519, dem Jahr von Claude de Rohans Geburt, und 1539, als sie 20-jährig Witwe wurde, war es bereits soweit fertiggestellt, dass Kaiser Karl V. hier empfangen werden konnte.

Teile dieser Aussagen finden sich in Henry James’ „A little tour in France“, wo sie als in der Nachbarschaft von Chambord lebende Jugendliebe des späteren Königs erwähnt wird, und dann auch im Roman „In Château Land“ (1911) der britischen Autorin Anne Hollingsworth Wharton (1845–1928).